# جبران الجبران
جبران الجبران (26 ديسمبر 1974-)مؤلف وممثل سعودي . درس في جامعة الملك فهد للبترول والمعادن بدا مشوار الفني في المسرح من المسرحيات التي شارك فيها وأخرجها "عيال كحة"، حيث لعب دور رجل مسن، كما كتب وأخرج مسرحية "للسعوديين فقط"، وأنتج مسرحية "قهوة ديلوكس"، ومثل فيها أيضاً، كما اشترك في بطولة بعض المسلسلات مثل: ماشي، الخادمة.مسلسل "طريق المعلمات.

## أعماله
شارك في العديد من المسلسلات والمسرحيات منها:
• بيت العنكبوت 
2024 - مسلسل 
- كحل أبيض

2020 - مسلسل
- ضرب الرمل

2020 - مسلسل
- سوق الدماء

2019 - مسلسل
(حمود - أبو مرشد)
- العاصوف

2019 - مسلسل
(المهدي المنتظر)
- شباب البومب 6 (مسلسل)

2017 - مسلسل
- طريق المعلمات (مسلسل)

2016 - مسلسل
- الدكتور عطية

2015 - مسرحية
- عندما يزهر الخريف

2014 - مسلسل
- المجهولة

2013 - مسلسل
- من عيوني

2011 - مسلسل
- الخادمة

2011 - مسلسل
(ماجد زوج ماجدة)
- ماشي

2011 - مسلسل
- قهوة ديلوكس

2010 - مسرحية
- المراقب وصل

2010 - مسرحية
- عقاب 2

2008 - مسلسل
- عيال كحة

2007 - مسرحية
- مجاديف الأمل

2005 - مسلسل
(شبيب)
- طعم الايام

2001 - مسلسل
- السراج

1994 - مسلسل
- طاش ما طاش
- 1992 - مسلسل